# Among the Living
Among the Living (дослівно Серед живих) — третій студійний альбом американського треш метал гурту Anthrax.  Він був випущений 22 березня 1987 року на Megaforce Records в США та Island Records в решті світу. Альбом присвячений Кліффу Бертону з Metallica, який загинув у автокатастрофі за шість місяців до виходу альбому, під час туру Metallica з Anthrax на розігріві.
Запис йшов гладко, і група була в ентузіазмі, але різні бачення звучання фінального релізу створили контраст між Anthrax і продюсером Едді Крамером під час зведення в Compass Point Studios на Багамах. Зрештою, Anthrax вдалося зберегти агресивний сухий звук і швидкі ритми оригінальних записів, збагачених часто гумористичними текстами, присвяченими різним темам.
Критики схвалили альбом і внесли гурт в велику четвірку треш-металу. 31 липня 1990 року RIAA сертифікувала платівку як золоту

## Передісторія
Майбутні учасники Anthrax виросли в Нью-Йорку, слухаючи хард-рок 1970-х років, і на початку 1980-тих почали грати хеві метал, під впливом таких гуртів, як Iron Maiden, Judas Priest і Motorhead. Барабанщик Чарлі Бенанте також був шанувальником груп, які грали музику, яка вважалася екстремальною на той час, як-от Raven і Venom, також він з гітаристом Скоттом Яном дуже любили хардкор панк. Гітарист Ден Шпіц спочатку грав в групі Overkill і був досвідченим і навченим музикантом, в той час як Джоуі Беладонна мав досвід співака в кавер гуртах, таких арена рок груп, як: Journey, Foreigner і Bad Company. Інтеграція цих різних музикантів привела до того, що другий альбом Anthrax, Spreading the Disease , отримав похвалу критиків за демонстрацію рішучого прогресу від дебютного релізу гурту Fistful of Metal і за введення унікального звучання, яке протиставляло швидкий і важкий риффовий треш-метал із чистим і мелодійним вокалом Беладонни. Цей альбом також ознаменував початок нового методу написання пісень, який провів групу через її найуспішніший період. Бенанте створював рифи та грубі музичні структури для всіх пісень., які пізніше були інтегровані та аранжовані з іншими музикантами. Ян написав усі тексти пісень і працював над ними з Беладонною, щоб створити вокальні мелодії, які відповідали б його високому мелодійному стилю співу.
У 1985 році Anthrax провели близько шести місяців, записуючи Spreading the Disease, їхній перший альбом на великому лейблі - Island Records, який розійшовся тиражем понад 100 000 копій по всьому світу. Вони були в турі, щоб підтримати альбом з моменту його випуску, як хедлайнери в невеликих клубах, так і на розігріві інших груп. Під час виступу на розігріві для WASP і Black Sabbath під час їхнього туру на підтримку альбому Seventh Star, Anthrax вперше виступав на аренах середнього розміру і вони були в захваті від реакції публіки на їх музику.
Після короткої перерви, щоб репетирувати нові пісні в липні 1986 року, Anthrax приєднався до давніх друзів і товаришів по лейблу Megaforce Records - Metallica на європейському етапі туру Metallica's Damage, Inc. Tour на підтримку Master of Puppets. 27 вересня у Швеції басист Metallica Кліфф Бертон загинув, коли туровий автобус гурту злетів з дороги. Його смерть глибоко вплинула на треш-металу спільноту, в якій він був дуже поважною фігурою, і учасники Anthrax присвятили його пам’яті свій новий альбом Among the Living. У 2012 році Ян сказав в інтерв'ю - "...альбом звучить так гнівно тому, що Кліфф помер. Ми втратили нашого друга, і це було так неправильно і несправедливо".

## Музичний стиль
Музична преса багато в чому вважає Among the Living одним із найсильніших треш-метал альбомів, коли-небудь записаних. Порівняно з «Spreading the Disease», пісні на альбомі, як правило, мають швидші ритми, надані двопедальними ударами бас-барабана Бенанте, сильнішим хардкорним впливом у частих приспівах групою і більш агресивним вокалом Беладонни. За словами Яна, загальний звуковий підхід пісень схожий на «AIR», перший трек Spreading the Disease. Структура треків традиційна і іноді натхненна іншими рок-піснями, такими як AC/DC - "Whole Lotta Rosie » для «Caught in a Mosh», але збагачена змінами ритму та мелодій, які іноді поступаються агресивним і сухим звуком. Деякі критики вважають цю останню функцію ймовірним пережитком проекту Stormtroopers of Death(кросовер група, створена в 1985 році Бенанте, Яном і оригінальним басистом Anthrax Денні Лілкером)

## Обкладинка
Обкладинку створено ілюстратором і художником Доном Браутігамом., який працював як над «Among the Living », так і над не менш легендарним « Master of Puppets » Metallica. Обкладинка альбому « Серед живих » була предметом обговорення, оскільки довгий час вважалося, що вона зображує персонажа преподобного Генрі Кейна, антагоніста з фільму « Полтергейст 2 », тоді як інші вважали, що на ньому зображений Рендалл Флагг, тема заголовної композиції альбому та антагоніст з роману Стівена Кінга The Stand. Барабанщик Чарлі Бенанте, який задумав концепцію обкладинки, пояснив: «Це було лише про те, скільки зла серед нас. Я хотів показати на обкладинці такий самий тип людей, а потім одна людина, яка стирчала, махнула вам рукою, наприклад «привіт!»». У 1988 році Браутігам був худлжником обкладинки наступного альбому Anthrax - State of Euphoria.

## Список композицій
Автор музики і слів Anthrax, окрім «I Am the Law» і «Imitation of Life», написаної Anthrax і Денні Лілкером. 
| Перша сторона | Перша сторона              | Перша сторона |
| #             | Назва                      | Тривалість    |
| ------------- | -------------------------- | ------------- |
| 1.            | «Among the Living»         | 5:16          |
| 2.            | «Caught in a Mosh»         | 4:59          |
| 3.            | «I Am the Law»             | 5:57          |
| 4.            | «Efilnikufesin (N.F.L.)»   | 4:54          |
| 5.            | «A Skeleton in the Closet» | 5:32          |

| Друга сторона | Друга сторона             | Друга сторона |
| #             | Назва                     | Тривалість    |
| ------------- | ------------------------- | ------------- |
| 6.            | «Indians»                 | 5:40          |
| 7.            | «One World»               | 5:56          |
| 8.            | «A.D.I./Horror of It All» | 7:49          |
| 9.            | «Imitation of Life»       | 4:10          |

| Бонусні треки делюкс видання 2009 року | Бонусні треки делюкс видання 2009 року   | Бонусні треки делюкс видання 2009 року | Бонусні треки делюкс видання 2009 року |
| #                                      | Назва                                    | Автор                                  | Тривалість                             |
| -------------------------------------- | ---------------------------------------- | -------------------------------------- | -------------------------------------- |
| 10.                                    | «Indians» (alternate lead)               | Anthrax                                | 5:39                                   |
| 11.                                    | «One World» (alternate take)             | Anthrax                                | 5:55                                   |
| 12.                                    | «Imitation of Life» (alternate take)     | Anthrax, Lilker                        | 4:26                                   |
| 13.                                    | «Bud E Luv Bomb and Satan's Lounge Band» | Anthrax                                | 2:45                                   |
| 14.                                    | «I Am the Law» (live in Dallas)          | Anthrax, Lilker                        | 6:03                                   |
| 15.                                    | «I'm the Man» (instrumental)             | Anthrax, John Rooney                   | 3:04                                   |
| 78:18                                  |                                          |                                        |                                        |

| Другий диск делюкс видання 2009 року: "Oidivnikufesin (N.F.V.)" DVD. Recorded live in London, England, November 16, 1987. | Другий диск делюкс видання 2009 року: "Oidivnikufesin (N.F.V.)" DVD. Recorded live in London, England, November 16, 1987. | Другий диск делюкс видання 2009 року: "Oidivnikufesin (N.F.V.)" DVD. Recorded live in London, England, November 16, 1987. |
| # | Назва | Тривалість |
| --- | --- | --- |
| 1. | «Intro» | 0:11 |
| 2. | «Among the Living» | 5:04 |
| 3. | «Caught in a Mosh» | 5:15 |
| 4. | «Metal Thrashing Mad» | 2:54 |
| 5. | «I Am the Law» | 5:48 |
| 6. | «Madhouse» | 4:06 |
| 7. | «Indians» | 5:37 |
| 8. | «Medusa» | 4:18 |
| 9. | «Efilnikufesin (N.F.L.)»                                                                                                  | 4:54 |
| 10. | «Armed and Dangerous» | 4:31 |
| 11. | «A.I.R./I'm the Man/A.I.R.»                                                                                               | 11:57 |
| 12. | «Gung Ho» | 9:02 |
| 63:37 | | |

## Учасники запису
Anthrax
- Джоуї Беладонна — вокал
- Ден Шпіц — соло-гітара, акустична гітара на «ADI», бек-вокал
- Скотт Ян — ритм-гітара, бек-вокал
- Френк Белло — бас, бек-вокал
- Чарлі Бенанте — ударні

Виробництво
- Едді Крамер – продюсер , звукоінженер , зведення
- Кріс Резерфорд - звукоінженер
- Френсіс МакСвіні, Чіп Шейн – помічники інженерів
- Пол Хемінгсон – мікшування
- Джордж Маріно – мастерінг у Sterling Sound, Нью-Йорк
- Джон Зазула – виконавчий продюсер, менеджмент